# Kevin Carson
Kevin Carson é um anarquista individualista estadounidense, escritor de economia política. Mais recentemente se tornou pesquisador associdado do Center for a Stateless Society; é autor de três livros: The Homebrew Industrial Revolution, Organization Theory: A Libertarian Perspective e Studies in Mutualist Political Economy—assunto de um simpósio do Journal of Libertarian Studies. Seus escritos sobre economia política são citados pela amplamente lida FAQ Anarquista.
Conhecido em seu meio por teorizar uma versão contemporânea do Mutualismo, anarquismo criado por Proudhon, une elementos do Liberalismo econômico de Ludwig von Mises com os do Socialismo. Ele identificou o trabalho de Benjamin Tucker, Ralph Borsodi, Lewis Mumford e Ivan Illich, como fontes de inspiração para sua abordagem à política e economia.